# Styrmisbók
Styrmisbók es un manuscrito medieval islandés, presuntamente escrito por Styrmir Kárason (m. 1245), y que se considera la primera transcripción de Landnámabók por los eruditos, un censo de colonizadores de Islandia y sus descendientes. No obstante, es posible que la obra original debió ser bastante anterior y se especula que el autor fue Ari el Sabio (m. 1148).
Haukr Erlendsson (m. 1334) afirmaba que Hauksbók y Sturlubók se basaban en el hoy perdido Styrmisbók.